# Raymond Russell
 (avril 2018).
Si vous disposez d'ouvrages ou d'articles de référence ou si vous connaissez des sites web de qualité traitant du thème abordé ici, merci de compléter l'article en donnant les références utiles à sa vérifiabilité et en les liant à la section « Notes et références ».
Raymond Anthony Russell (Londres, 27 mai 1922 - Malte, 17 mars 1964) est un spécialiste d'organologie, antiquaire et collectionneur britannique. 
Connaisseur expert des instruments à claviers anciens, il rassembla une importante collection qui appartient désormais à l'Université d'Édimbourg, sous le nom de Raymond Russell Collection of Early Keyboard Instruments.

## Biographie
Né à Londres le 27 mai 1922, Raymond Russell est le fils de Gilbert Russell, apparenté aux ducs de Bedford, et de son épouse Maud Nelke, une notoire mécène des arts. La famille est riche et vit, à partir de 1934, dans l'ancienne abbaye de Mottisfont.
Pendant la Seconde Guerre mondiale, il se fit tout d'abord reconnaître comme objecteur de conscience, et fut officiellement dispensé de service au combat, mais il finit par se raviser. Il s'engagea dans les Royal Fusiliers où il atteignit le grade de capitaine. Dès 1939, avant le début des hostilités, il avait commencé à collectionner les instruments de musique à claviers.
Pendant les vingt années qui suivirent la fin du conflit, il se constitua une collection considérable de clavicordes et clavecins des XVIIe et XVIIIe siècles. Sa collection comprenait des instruments en provenance des principales régions d'Europe où avaient été construits ces instruments : épinettes anglaises, clavecins et virginals italiens, clavecins flamands des Ruckers, un fameux clavecin de la grande époque française par Pascal Taskin, un clavicorde et un clavecin hambourgeois par Johann Adolph Hass. Russell était un claveciniste de talent et devint un expert en organologie. Il établit le catalogue de la collection d'instruments à clavier du Victoria and Albert Museum ainsi que de celle de Benton Fletcher, aujourd'hui exposée à Fenton House.
En 1959 il publia son important ouvrage The Harpsichord and Clavichord: an Introductory Study qui contient les descriptions ainsi qu'une analyse précise et détaillée des instruments, avec de nombreuses photos en noir et blanc. Raymond Russell fut très tôt partisan résolu de la facture « historiquement informée », fondée sur l'étude des instruments anciens conservés, ainsi que du retour aux méthodes traditionnelles de construction des instruments et d'interprétation de la musique de leur époque. Son livre exerça une influence certaine sur des pionniers de la facture à l'ancienne tels que Frank Hubbard.  
Il était également expert et collectionneur dans un tout autre domaine, les anciens traités de médecine. À la fin de sa vie, il était à Malte à la recherche d'antiquités dans cette spécialité.

## La collection Raymond Russell
Vers 1960, Raymond Russell décida de faire don de sa collection à l'Université d'Édimbourg, où elle devait devenir la base d'un centre de recherche sur la pratique instrumentale et l'organologie, mais cette idée ne fut pas concrétisée avant sa mort prématurée. Il mourut en effet à Malte le 17 mars 1964. En 1968, en sa mémoire et conformément à son souhait, sa mère fit don de presque toute sa collection à l'université, qui plus tard acquit encore deux de ses instruments. La collection comportait aussi ses notes et sa documentation iconographique. Les vingt-et-un instruments rassemblés constituent la Raymond Russell Collection of Early Keyboard Instruments qui est logée à St Cecilia's Hall à Édimbourg.

## Son livre
(en) Raymond Russell, The harpsichord and clavichord : an introductory study, Londres, Faber and Faber, 1959, 208+96